# 江错
江错（藏語：ལྕགས་མཚོ，威利转写：lcags mtsho，THL：Chak Tso）位于中国西藏自治区那曲市班戈县境内，地处班戈县东部，湖面海拔4598米，面积36.1平方公里。湖区年均气温-2℃，年均降水量约300～400毫米。湖泊集水区面积309.9平方公里，补给系数8.6。